# Tavole di Toledo
Le Tavole di Toledo, o Tavole toledane, sono tavole astronomiche utilizzate per predire il movimento del Sole, della Luna e dei pianeti in relazione con le stelle fisse. Furono compilate verso il 1080 da un gruppo di astronomi di Toledo (Spagna cristiana) e sono il risultato di adattamenti delle preesistenti Tavole per la latitudine di Toledo
Le Tavole erano in parte basate sul lavoro di al-Zarqali (1029 - 1087), un matematico, astronomo e astrologo arabo che aveva operato a Cordova (al-Andalus). Gerardo da Cremona (1114 – 1187) tradusse in latino le Tavole di Toledo, facendole diventare lo strumento conoscitivo del settore più conosciuto in Europa a quell'epoca. 
Nel XIII secolo, Campano da Novara costruì tavole astronomiche per il meridiano di Novara, a partire dalle Tavole di Toledo. Le Tavole toledane sono state sostituite dalle Tavole alfonsine, realizzate sotto l'impulso di re Alfonso X di Castiglia verso il 1270.